# Nonne di Plaza de Mayo
L'Associazione Civile Nonne di Plaza de Mayo è un'organizzazione per i diritti umani argentina che ha la finalità di localizzare e restituire alle famiglie legittime tutti i bambini sequestrati e desaparecidos nell'ultima dittatura militare (1976-1983), creare le condizioni per predisporre la Commissione per quei crimini contro l'umanità e ottenere la giusta pena per tutti i responsabili. È presieduta da Estela Barnes de Carlotto e ha la sede centrale a Buenos Aires. Il 12 maggio 2008 ha ottenuto una nomina al Premio Nobel per la Pace. In maggio 2010 è stata ripresentata la candidatura allo stesso premio.

## Rapimento di neonati durante la dittatura argentina
La dittatura militare instaurata in Argentina il 24 marzo 1976, autodenominata Processo di riorganizzazione nazionale (1976-1983), stabilì un metodo di eliminazione di massa degli oppositori, giuridicamente considerata un genocidio, durante il quale furono imprigionate-desaparecidas migliaia di persone, con l'uso su grande scala di centri clandestini di detenzione (CCD) dove si procedeva alla loro tortura, al loro assassinio e alla sparizione dei corpi.
In quel contesto i figli dei detenuti-desaparecidos furono trattati, dalle forze repressive, come “bottino di guerra”, per il quale si pianificò dettagliatamente persino per iscritto, un sistema di detenzione per le donne in stato interessante, parti clandestini, falsificazioni d'identità e simulazione di adozioni con lo scopo di appropriarsi dei bambini. In questa maniera circa 500 bambini vennero appropriati indebitamente e privati della loro identità, e in molti casi portati a vivere con persone che credevano loro genitori e che in realtà furono autori partecipi o occultatori dell'assassinio dei loro veri genitori.
Questa “riorganizzazione”, considerata necessaria dai militari per “salvare” la società argentina, esigeva che i figli dei “sovversivi” fossero separati dai genitori per essere consegnati a “buone famiglie” (per es: di militari o di classe elevata) (Suarez-Orozco, 1987). Ramon Camps, Capo di Polizia della Provincia di Buenos Aires dove quantità di bambini/e furono sequestrati/e, diceva:
(citato da Barki, 1988 p. 241)

## Gli inizi delle Nonne di Plaza de Mayo

### Madri...

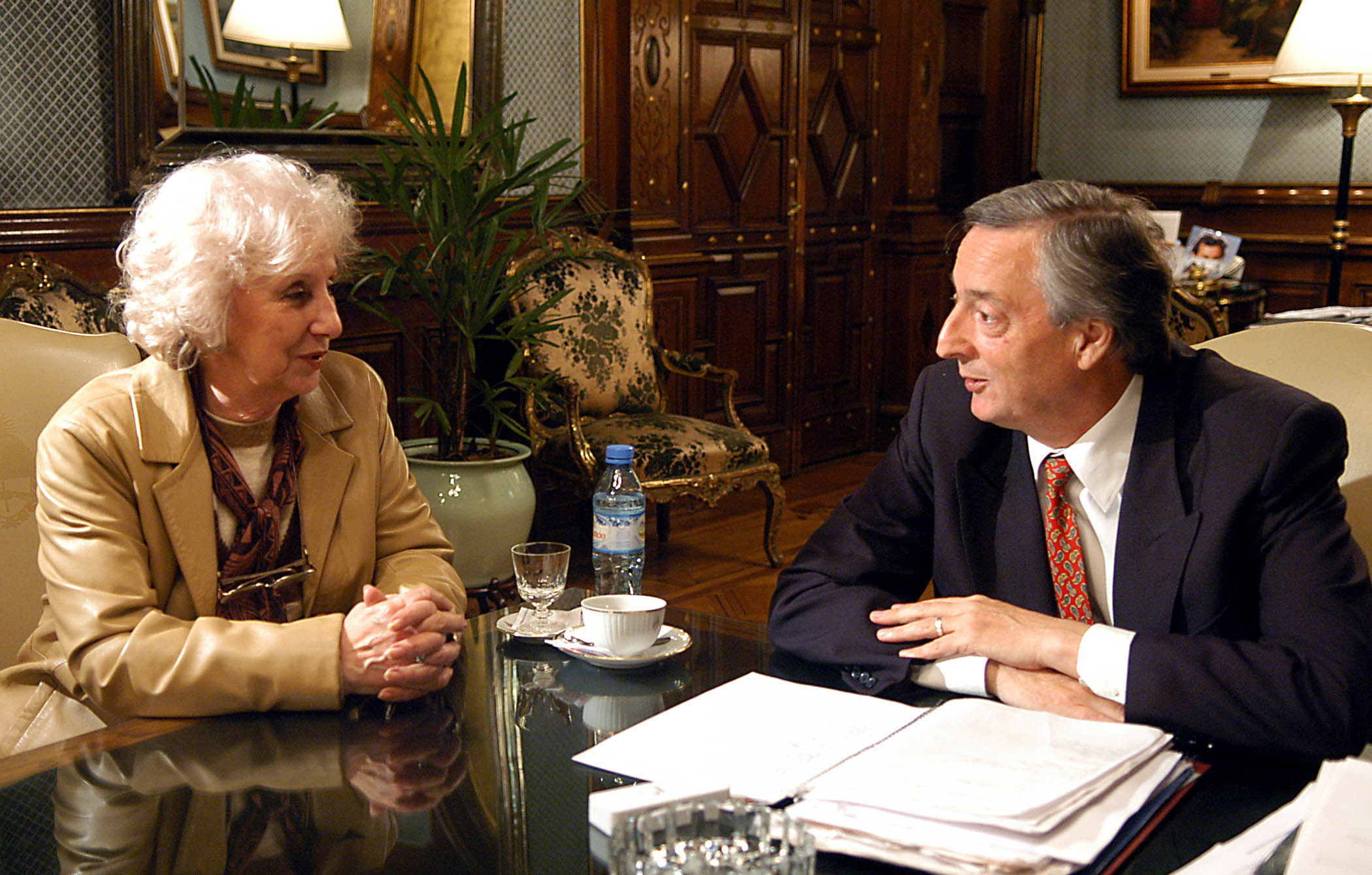
Estela de Carlotto e Néstor Kirchner alla Casa Rosada, Buenos Aires, 30 maggio 2006

Il colpo di Stato del 24 marzo 1976 stabilì un regime dittatoriale  che ebbe come asse la sparizione forzata degli oppositori e l'imposizione di un sentimento di paura generalizzato destinato a paralizzare qualsiasi protesta; il solo fatto di chiedere il recapito di un familiare prigioniero-desaparecido era rischioso e poteva significare a sua volta la propria detenzione-scomparsa. In quel momento la situazione di non difesa e impotenza dei familiari delle persone desaparecidas era estrema, poiché in nessuna democrazia del mondo, né la Chiesa cattolica, di grande influenza nel paese, né le organizzazioni internazionali umanitarie, erano disposte a condannare il regime militare e, al contrario, in alcuni casi collaboravano con la repressione illegale. Non era nemmeno possibile ricorrere al sistema giudiziario, poiché i giudici argentini rifiutavano sistematicamente i ricorsi per habeas corpus.
In quelle condizioni un gruppo di madri, padri e familiari di desaparecidos iniziarono un movimento di resistenza non violenta. La proposta sorse da Azucena Villaflor, in seguito desaparecida e assassinata. Il 30 aprile 1977 cominciarono a marciare ogni giovedì intorno alla Piramide de Mayo, nella piazza con lo stesso nome, situata di fronte al palazzo del Governatore. Inizialmente si riconoscevano tra loro per un piccolo chiodo; in seguito le donne decisero di coprirsi la testa con un fazzoletto di tessuto bianco. Il gruppo ricevette rapidamente il nome di Madri di Plaza de Mayo e per la loro sola presenza cominciò a esercitarsi una pressione nazionale e internazionale sul destino delle persone scomparse in Argentina.

### Madri... e nonne

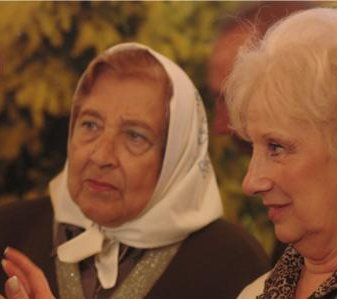
Marta Ocampo de Vásquez (Madres de Plaza de Mayo Línea Fundadora e Presidentessa della Federación de Familiares de Detenidos Desaparecidos-FEDEFAME e Estela B. de Carlotto (Presidentessa della Asociación de Abuelas de Plaza de Mayo. Convención Internacional contra la Desaparición de Personas, 6 febbraio 2007

Quasi contemporaneamente, il 15 maggio, Maria Eugenia Casinelli (consuocera del poeta Juan Gelman) e altre undici nonne firmavano una richiesta collettiva di habeas corpus sotto forma di lettera, diretta al tribunale di Morón, in cui facevano conoscere l'esistenza dei neonati desaparecidos e sollecitavano la sospensione di tutte le adozioni. La lettera è stata considerata documento storico e precedente immediato della costituzione delle Nonne di Plaza de Mayo alla fine di quell'anno. Un frammento dice:
A settembre Alicia Zubasnabar di De la Cuadra, “Licha”, cominciò ad assistere alle ronde delle Madri di Plaza de Mayo, che cercavano un figlio, una figlia incinta, la nuora e il genero. Contemporaneamente, un'altra madre-nonna, María Isabel Chorobik de Mariani, “Chicha” aveva cominciato a cercare altre madri di desaparecidos che, come lei, avevano nipoti piccoli desaparecidos. Mariani era stata spinta a unirsi ad altre nonne da Lidia Pegenaute, un'avvocata, consulente minorile nei tribunali di La Plata, che le diede l'indirizzo di Alicia di De la Cuadra affinché andasse a trovarla. La dott.ssa Peganaute, fu uno dei casi eccezionali del potere giudiziario, che collaborò autenticamente con i familiari dei desaparecidos. Negli ultimi mesi dell'anno, Chicha Mariani andò a cercare Licha De la Cuadra nella sua casa di La Plata:
Quel giorno Alicia De la Cuadra invitò Chicha Mariani a unirsi all'azione che le Madri di Plaza de Mayo stavano preparando per la visita in Argentina del Segretario di Stato degli Stati Uniti Cyrus Vance.
Contemporaneamente, Alicia di De la Cuadra cominciò a chiedere alle madri di Plaza de Mayo, chi cercava anche nipoti, per iniziare un'azione congiunta destinata a recuperarli. Il 21 novembre le Madri di Plaza de Mayo fecero irruzione durante la cerimonia ufficiale per consegnare all'alto funzionario statunitense, ognuna una relazione sui propri figli e nipoti scomparsi. Fu la prima volta che le dodici nonne considerate fondatrici stettero tutte insieme.
(Chica Mariani)

### Le prime dodici
Le fondatrici delle Nonne di Plaza de Mayo furono dodici madri-nonne di desaparecidos, che avevano allora un'età compresa tra i 50 e i 60 anni:
- Mirta Acuña de Baravalle
- Beatriz H. C. Aicardi de Neuhaus
- María Eugenia Casinelli de García Irureta Goyena.
- Eva Márquez de Castillo Barrios
- María Isabel Chorobik de Mariani
- Celia Giovanola de Califano
- Clara Jurado
- Leontina Puebla de Pérez
- Raquel Radio de Marizcurrena
- Vilma Delinda Sesarego de Gutiérrez
- Haydee Vallino de Lemos
- Alicia Zubasnabar de De la Cuadra[1]

Inizialmente adottarono il nome di Abuelas Argentinas con Nietitos Desaparecidos e Alicia di De la Cuadra fu riconosciuta come la prima presidentessa del gruppo; nel 1980 finirono con l'accettare la denominazione con la quale erano conosciute, Abuelas de Plaza de Mayo.
Questo sottogruppo delle Madri comprese che la situazione dei bambini sequestrati dalle forze di sicurezza, era diversa da quella dei loro genitori e che erano necessarie strategie e metodi specifici per recuperarli.
«Cercare i nipoti senza dimenticare i figli» fu il motto che le unì.
Nello stesso periodo, occorre segnalare, che nel gruppo delle Madri di Plaza de Mayo, si organizzò un sottogruppo, quello delle Nonne, “doppiamente” madri, che svolgono un ruolo essenziale per quel che riguarda i neonati. Si dedicano ai bambini sequestrati insieme ai genitori e mai riapparsi, e alle giovani che, sequestrate in stato interessante, si suppone abbiano partorito in prigione. Queste madri, per la testimonianza che portano, rappresentano molto, non solo per l'Argentina, ma per il mondo intero. (Adolfo Pérez Esquivel, Premio Nobel per la Pace 1980)
Una delle caratteristiche essenziali delle Nonne di Plaza de Mayo, come delle Madri, fu quella di organizzarsi come gruppo di donne. Questo non significò che i nonni, e in generale tutti gli altri uomini e donne non collaborassero con l'Associazione, ma la direzione e la rappresentazione ricadde sempre sulle donne che avevano nipoti desaparecidos.
(Estela B. de Carlotto)

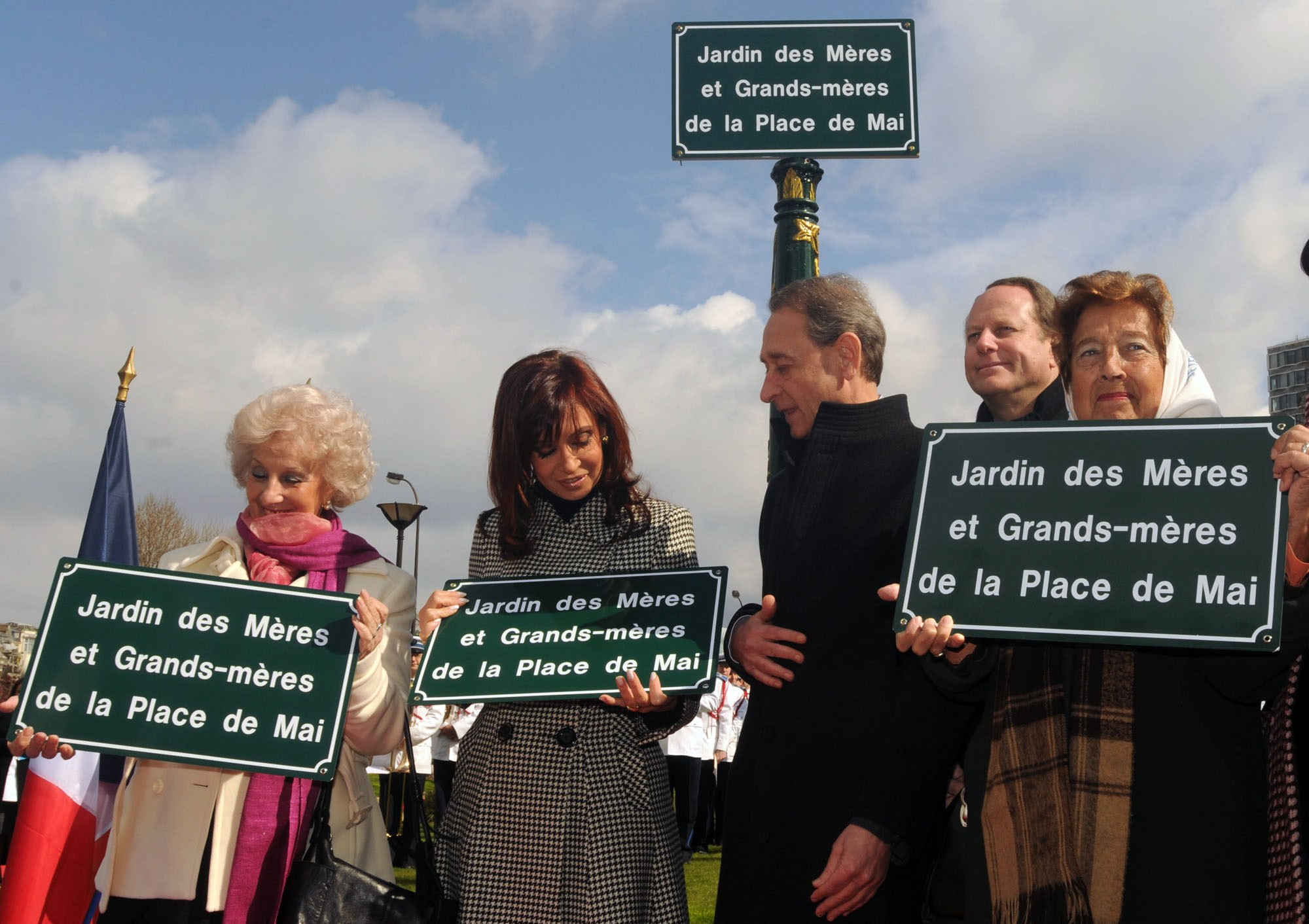
Inaugurazione del Jardín de las Madres y las Abuelas de Plaza de Mayo a Parigi, 7 aprile 2008

La costituzione delle Nonne di Plaza de Mayo non si ebbe in un momento preciso, né ebbe un atto formale. Fu un processo di confluenze tra donne che cercavano nipoti. Così si formò un nucleo iniziale di dodici nonne, che cominciarono a riunirsi in modo sistematico, dalla fine del 1977. Le Nonne di Plaza de Mayo hanno adottato come data della loro fondazione, sabato 22 ottobre 1977; tuttavia loro stesse chiariscono che la data è simbolica e che si trattò di «una confusione di memoria» che le portò a confondere il giorno in cui consegnarono i loro appunti a Cyrus Vance.

## Azione durante la dittatura

### Terrore locale, indifferenza mondiale
Le nonne si costituirono progressivamente in un'organizzazione. Nei primi mesi ci furono dure discussioni tra le Madri di Plaza de Mayo sulla convenienza o no che le nonne si organizzassero formalmente come gruppo differenziato. Tuttavia la ricerca dei nipoti richiedeva una serie di attività specifiche (tragitto di case-famiglia e orfanotrofi, tramiti di fronte ai giudici minorili, ricerche dei casi di adozione conosciuti) che le portavano naturalmente a riunirsi, a coordinare azioni e infine, presentarsi come Nonne.
(Celia Giovanola de Califano)
Cominciarono a riunirsi in chiese e caffetterie tradizionali di Buenos Aires, come la “Richmond, la “London”, “Las Violetas” o il “Tortoni” fingendo di essere donne anziane che prendevano il caffè o che festeggiavano il compleanno di qualcuna.
Mantennero anche alcuni incontri alla fermata “El Palenque” del Parco Pereyra Iraola, sulla strada da Buenos Aires verso La Plata, simulando pic-nic, in un luogo di svago popolare di massa. Si trattava di persone senza alcuna esperienza in attività politiche od organizzative, né conoscenze sui meccanismi istituzionali nazionali e internazionali, che provavano ad agire praticamente senza appoggi interni né esterni, in un ambiente in cui non esisteva il benché minimo rispetto per i diritti umani.
(Haydee de Lemos)
Il lavoro iniziale, come già facevano le Madri di Plaza de Mayo, fu quello di redigere un riassunto scritto presentato in cartelle, di ognuno dei familiari desaparecidos, evidenziando la condizione di stato interessante delle loro figlie o nuore, o la scomparsa dei propri nipoti. Alcune, che avevano ricevuto notizie sulla nascita dei nipoti, misero anche la data supposta di nascita, il sesso e in alcuni casi, i nomi e perfino le foto dei bambini desaparecidos, per presentarle a organizzazioni nazionali e internazionali, per sollecitare un aiuto umanitario.
Ma probabilmente la cosa più notevole delle Nonne di Plaza de Mayo è stato il diretto lavoro investigativo che affrontarono e organizzarono, per stabilire la sorte e il domicilio dei loro nipoti. Agendo come detective, loro stesse organizzarono senza mezzi, un sistema di intelligence coordinato, percorrendo i tribunali minorili, orfanotrofi e case famiglia, cercando incoerenze nelle adozioni o “nascite” strane dell'epoca, osservando le famiglie sospettate di essersi appropriate dei loro nipoti, scattando foto ai bambini negli asili e nelle scuole, ecc.
Tutte queste informazioni venivano condivise, analizzate in modo sistematico in gruppo e annotate. Poco a poco cominciarono a ricevere anche, e continuano a ricevere, denunce e dati che la popolazione faceva loro arrivare, come un modo di collaborare nel lavoro di localizzazione dei piccoli.
Le Nonne (e le Madri) crearono così un'ampissima rete di raccolta informale di dati che arrivò fino ai posti più impensabili.
Tra l'8 e il 10 dicembre del 1977 furono sequestrate e desaparecidas dodici persone legate alle Madri di Plaza de Mayo, tra cui la fondatrice Azucena Villaflor e le suore francesi Alice Domon e Léonie Duquet; la maggior parte fu sequestrata direttamente nella chiesa della Santa Croce. Da una ricerca che ha richiesto decenni, si è scoperto che furono portate all'ESMA, torturate e gettate vive in mare da un aereo.
La prima richiesta di aiuto umanitario fu diretta alla Chiesa Cattolica. A gennaio del 1978 le Nonne sollecitarono l'intervento umanitario di Papa Paolo VI nella questione dei neonati desaparecidos; il Papa, tuttavia, non rispose alla richiesta né fece nulla. Richieste simili furono in seguito dirette alla Corte Suprema di Giustizia della Nazione, alla Conferenza Episcopale Argentina, all'UNICEF e alla Croce Rossa. In tutti i casi queste istituzioni assistettero in silenzio o rifiutarono la petizione rimanendo inattive.

### Primi risultati
A novembre del 1977 le Nonne presentarono una petizione all'Organizzazione degli Stati Americani (OSA) e per la prima volta venne dato corso al reclamo, affidando l'intervento alla Commissione Interamericana dei Diritti Umani (CIDU).
In quello stesso mese nonostante il terrore imperante, il quotidiano tradizionale della comunità britannica in Argentina, il Buenos Aires Herald, diretto da Robert Cox, pubblicò una lettera ai lettori delle Nonne di Plaza de Mayo, facendo sapere che c'erano bambini desaparecidos nel Paese. Le organizzazioni dei diritti umani hanno sempre riconosciuto il valore che dimostrò Cox in quel momento e l'importanza che ebbero le sue pubblicazioni in un momento in cui nessuno nel mondo era disposto a denunciare le violazioni dei diritti umani in Argentina.
Nell'aprile del 1978, le Nonne presero l'abitudine di radunarsi nella località di San Miguel, nel cono urbano di Buenos Aires, dove si realizzavano annualmente le riunioni della Conferenza Episcopale Argentina. Per vari anni le diedero massima priorità nel cercare l'appoggio della Chiesa Cattolica, fino a che conclusero che la cupola era strettamente legata al governo militare e a conoscenza delle appropriazioni illegali dei neonati. Pochi anni dopo, le Nonne arrivarono a criticare severamente e formalmente l'atteggiamento della Chiesa Cattolica Argentina, in una lettera diretta alla Conferenza Episcopale:
(Nonne di Plaza de Mayo)
Domenica 5 agosto 1978, Giornata dell'Infanzia, dopo appena un mese dal trionfo nei Mondiali giocati in Argentina, il quotidiano La Prensa accettò di pubblicare la prima richiesta in cui si protestava per i bambini desaparecidos. Il testo, che sarebbe stato chiamato in Italia l'Inno delle Nonne, fu un fattore decisivo per cominciare la mobilizzazione dell'opinione pubblica internazionale:
Nell'agosto del 1978, inoltre, le Nonne uscirono per la prima volta dall'Argentina, approfittando del viaggio in Italia per motivi familiari di Chicha Mariani. Poiché Mariani aveva a Roma un piccolo appartamento vuoto, anche le Madri di Plaza de Mayo, ne approfittarono, per dirigersi a Roma, rimanendo tutte insieme. Lì ebbero un colloquio con il deputato socialista Sandro Pertini e con il cardinale argentino Eduardo Pironio, con scarse conseguenze.
Fino al 1985 fecero in totale circa 40 viaggi, quasi senza mezzi (per l'intero viaggio potevano contare su 200 dollari).
Il 18 novembre del 1978, la Commissione Interamericana dei Diritti Umani si pronunciò sul caso 2553 sulla scomparsa di Clara Anahí Mariani, nipote di Chicha Mariani, concludendo che i casi denunciati costituivano “gravissime violazioni al diritto alla libertà, alla sicurezza e all'integrità della persona e al diritto di protezione contro la detenzione arbitraria” e che il governo doveva restituire la bambina Clara Anahí alla sua famiglia, disporre immediatamente una ricerca completa e imparziale per determinare l'autore e sanzionare i responsabili, e informare la Commissione in 30 giorni.
Il 31 luglio 1979, CLAMOR, organizzazione dei diritti umani della Chiesa Cattolica del Brasile, con la collaborazione delle Nonne, trovò in Cile i primi nipoti, i fratelli Anatole e Victoria Julien Grisonas.
Uno dei primi e più importanti risultati dei viaggi internazionali, fu la relazione che stabilirono con il Comitato della Difesa dei Diritti Umani per i Paesi del Cono del Sud (CLAMOR), dipendente dall'arcivescovato di San Paolo e diretta dal cardinale Paulo Evaristo Arns. Sebbene il Brasile fosse anch'esso governato da una dittatura, coordinata con le altre dal Piano Condor, l'Arcidiocesi di San Paolo, adottò una posizione umanitaria attiva di fronte alla violazione dei diritti umani nel Paese.
Precisamente il 31 luglio 1979, CLAMOR, con la collaborazione delle Nonne di Plaza de Mayo localizzò per la prima volta due nipoti desaparecidos, i fratelli Anatole e Victoria Julien Grisonas, rispettivamente di nazionalità uruguaiana e argentina, sequestrati a Buenos Aires da militari argentini e uruguaiani e trasportati prima a Montevideo e poi in Cile, allora sotto la dittatura di Pinochet, regime che coordinava anch'esso le azioni terroristiche internazionali attraverso il Piano Condor. I bambini erano stati abbandonati in una piazza a Valparaíso e adottati in buona fede da una famiglia cilena. Le Nonne si riunirono con la famiglia adottiva, verificarono la loro onestà e accettarono che i bambini rimanessero con i genitori adottivi in stretto contatto con la famiglia biologica.
Le nonne presero anche contatti con Amnesty International, che si mostrò immediatamente ricettiva, realizzando campagne e dandogli appoggio organizzativo e finanziario. Una delle loro prime attività fu l'avvio di una petizione internazionale per i bambini desaparecidos che raccolse 14.000 firme, includendo personalità di gran nome come Simone de Beauvoir, Costa-Gavras ed Eugène Ionesco. A poco a poco le organizzazioni dei diritti umani di tutto il mondo diffondevano la situazione dei bambini desaparecidos in Argentina.
Il 6 settembre 1979, la Commissione Interamericana dei Diritti Umani (CIDU) della OSA si installò per quattordici giorni in Argentina per esaminare la situazione dei diritti umani nel Paese. La visita è molte volte ricordata per la tristemente celebre propaganda ufficiale con la quale il governo militare cercò di screditarla, utilizzando il motto “noi argentini siamo diritti e umani”. Le Nonne presentarono alla CIDU 5.566 casi documentati di scomparse, nonostante le condizioni di lavoro virtualmente proibite.
Il 14 dicembre la CIDU presentò un'estesa relazione con cui per la prima volta, un organismo officiale metteva in discussione la dittatura argentina per le “numerose e gravi violazioni ai fondamenti dei diritti umani”, stabilendo il dovere del governo argentino di dare informazioni su ogni persona desaparecida. Nella sua relazione la CIDU si rese anche conto della “scomparsa dei neonati, fanciulli e bambini, situazione questa per cui la Commissione ha ricevuto varie denunce”, ponendo come testimonianza-caso quello di Clara Anahí Mariani.
Le relazioni internazionali delle Nonne, portate avanti principalmente da Chicha Mariani ed Estela Carlotto (che si aggiunse nel 1978), risultarono vincenti e costituirono un elemento importante del successo come organizzazione.
Agli inizi degli anni ottanta, ricevevano già aiuto finanziario e organizzativo dal Consiglio Mondiale della Chiesa, l'Organizzazione Cattolica Canadese per lo Sviluppo e la Pace, l'Entraide Protestante Suisse (EPER), L'Organizzazione Terre des Hommes, il Folke Kirkens NOD-HJELP danese, il Comitato Cattolico contro la Fame e per lo Sviluppo francese, il Rädda Barnen stoccolmese, chiese protestanti norvegesi, municipi e comunità religiose e città tedesche.

### Tatiana e Laura
Il 19 marzo 1980, quando ancora vigeva la dittatura, le Nonne localizzarono altre due nipoti, le prime a essere recuperate direttamente da loro, Tatiana Ruarte Britos e sua sorella Laura Jotar Britos, che erano state abbandonate in una piazza di Gran Buenos Aires in seguito al sequestro-scomparsa della madre e finirono con l'essere adottate legittimamente dalla coppia Sfiligoy, i quali giocarono un ruolo importante nel recupero dell'identità delle bambine, un atteggiamento non abituale nella maggioranza dei casi. Quello stesso anno l'attivista dei diritti umani argentino Adolfo Pérez Esquivel ricevette il Premio Nobel per la Pace, consolidando e offrendo maggior copertura all'azione delle organizzazioni dei diritti umani.
Agli inizi degli anni ottanta, CLAMOR aprì alle Nonne i suoi archivi segreti, con una grande quantità di informazioni sui desaparecidos in Argentina, i repressori, i centri clandestini di detenzione, nascite clandestine, ecc., dati e precisazioni che risultarono di vitale importanza per tutte le organizzazioni dei diritti umani. Le informazioni furono portate in Argentina da Chicha Mariani ed Estela de Carlotto, nascoste in cioccolatini brasiliani e vestiti usati di donne anziane, avendo adottato intenzionalmente lo stereotipo di “stupide vecchie” per superare i controlli di polizia.
Il 9 e il 10 dicembre 1981, le Madri e le Nonne di Plaza de Mayo organizzarono la Prima Marcia di Resistenza che consistette nell'estendere per 24 ore la ronda settimanale. La iniziarono circa settanta madri e nonne, circondate da polizia, che marciarono tutta la notte, sotto la pioggia e le luci della piazza staccate. La mattina seguente quasi tremila persone si aggiunsero, anche il Premio Nobel per la Pace, Adolfo Pérez Esquivel. Passate le 24 ore, i manifestanti marciarono per Avenida de Mayo fino al 9 luglio, cantando motti, tra cui uno che sarebbe diventato emblematico nella lotta per i diritti umani degli anni seguenti: “i desaparecidos, ci dicano dove sono”. Fu la prima volta che la stampa argentina seguì approfonditamente l'azione delle organizzazioni dei diritti umani. Quella fu la prima di una serie di marce per i diritti umani che da allora si sarebbero ripetute nei decenni seguenti, raggruppando decine di migliaia di persone e che nell'insieme costituiscono, la maggiore mobilitazione popolare per le strade della storia recente argentina.

### Caduta della dittatura
La crescente mobilitazione dei settori politici, sindacali, studenteschi e dei diritti umani, nel 1981 e agli inizi del 1982, cominciò a debilitare la dittatura militare. In quel contesto, il 2 aprile 1982, il governo militare decise di occupare le Isole Malvinas, azione che avrebbe portato alla Guerra contro la Gran Bretagna e tre mesi più tardi a una sconfitta, che fece collassare il governo e obbligò i militari a iniziare una disordinata ritirata del potere, senza condizionamenti, convocando le elezioni per ottobre 1983.
In quel periodo le Nonne cominciarono a prepararsi per le nuove possibilità di ricerca che avrebbe aperto la democrazia.
Tra il 1980 e il 1983 avevano localizzato cinque bambini desaparecidos (i fratelli Julien Grisonas, le sorelle Ruarte Britos y Jotar Britos e Carla Artés). Si era presentato il problema di come accreditare senza alcun dubbio la loro identità e concretizzare la loro restituzione alle famiglie, problema che presentava complesse questioni giuridiche, biologiche, psicologiche, sociali e culturali.
Ma la possibilità di aprire ricerche giuridiche all'interno di uno stato di diritto, per scoprire tanto i colpevoli come per identificare i bambini desaparecidos, implicava affrontare problemi sconosciuti all'esperienza internazionale. In quel momento non esistevano metodi scientifici per determinare positivamente la paternità, e quelli esistenti, basati sui tipi di sangue, servivano solo per scartarla.
Le Nonne presero allora l'iniziativa di ricorrere agli scienziati di punta per sviluppare qualche tecnica che potesse determinare, senza dubbi, la filiazione di una persona in assenza dei suoi genitori. Per quella ricerca ricorsero alla Società Americana per il Progresso della Scienza degli Stati Uniti, dove gli risposero: «quello che chiedete è possibile, ma non è mai stato fatto: faremo delle ricerche». Il risultato fu la creazione dell'índice de abuelidad, che arrivò a raggiungere il 99,99% di certezza sulla filiazione di una persona, sviluppato dai genetisti Mary-Claire King e Cristian Orrego.

## L'azione delle Nonne con il ritorno della democrazia
Il 10 dicembre 1983 il paese recuperò la democrazia con l'incarico al presidente Raúl Alfonsín e agli altri rappresentanti eletti dal popolo. Si aprì allora un complesso panorama di ricerca e di procedura penale dei crimini contro l'umanità commessi durante la dittatura, includendo la condanna dei vari elementi delle giunte militari, e allo stesso tempo di pressioni e rivolte militari per fermare le ricerche, che ebbero successo con le cosiddette leggi d'impunità sanzionate tra il 1986 e il 1990.
Fino al 1984 le Nonne erano riuscite a restituire dodici bambini, mediante trattative personali e familiari. Si trattava di casi in cui non era stato necessario provare filiazioni a livello giudiziario e che si poterono risolvere in maniera privata. Quell'anno le Nonne ottennero la restituzione di Paula Eva Logares, importante perché fu la prima nipote con cui la Giustizia accettò la validità della prova di filiazione realizzata con le nuove analisi genetiche scoperte su richiesta dell'associazione.
Nel 1987 si ottenne la prima restituzione della bambina nata in prigionia, Elena Gallinari Abinet, falsamente registrata come propria da un sottocommissario della polizia di Buenos Aires, in realtà figlia di María Leonor Abinet, prigioniera-desaparecida il 16 settembre 1976, quando era incinta di sette mesi.
Nel 1989 le Nonne ottennero un successo nel provare giudiziariamente che l'adozione di Ximena Vicario era stata fatta in modo gravemente irregolare, riuscendo, per la prima volta nella storia della giustizia argentina, a far sì che si annullasse un'adozione piena.
In quegli anni, in un contesto di sollevazioni militari “carapintadas”, la Corte d'Assise applicò la legge del punto finale (1986) e la legge dell'obbedienza dovuta (1987), che posero fine alla possibilità di chiamare a giudizio gli altri responsabili delle violazioni dei diritti umani e in particolare del sequestro-scomparsa dei bambini. Il ciclo delle cosiddette leggi d'impunità si concluse nel 1989 e nel 1990 con gli indulti concessi dal presidente Carlos Menem.
Le Nonne, come le altre organizzazioni per i diritti umani, negarono l'accettazione di un sistema giuridico che impediva di fare ricerche e di punire i crimini contro l'umanità, e continuarono a proporre procedimenti per l'appropriazione dei bambini. I casi di bambini sequestrati-desaparecidos furono sempre un problema irrisolvibile per le leggi d'impunità dovuto al fatto che niente poteva “considerarsi chiuso”, per la continuità e persistenza del delitto, così come per l'esistenza reale di quei bambini con identità e domicili falsificati.
Nel 1997 le Nonne di Plaza de Mayo iniziarono una causa penale sostenendo che il rapimento di neonati faceva parte di un piano sistematico avviato dal più alto livello dello Stato durante la dittatura. Si tratta di uno dei processi più importanti riferiti alle violazioni dei diritti umani nell'Argentina della dittatura. In esso si investiga sull'appropriazione di 194 bambini.
Nel 1998 il sottocommissario Samuel Miara fu condannato a dodici anni di carcere per l'appropriazione illegale dei gemelli Gonzalo e Matias Reggiardo Tolosa, figli di Juan Reggiardo e Maria Rosa Tolosa, desaparecidos nel 1977, uno dei casi più drammatici.
Inoltre, insieme alle altre organizzazioni per i diritti umani, avviarono processi per la verità, obbligando lo Stato argentino a continuare le ricerche, a partire dalla decisione della Corte Interamericana dei Diritti Umani nel caso Lapacò (1999).

## Due decenni. I ragazzi diventano giovani: «Sai chi sei?»
Al compimento di due decenni nel 1997, i nipoti scomparsi non erano più bambini ma adolescenti e giovani, che avevano già acquisito una certa autonomia nella vita, ovunque si trovassero.
Le Nonne decisero allora di modificare la loro linea d'azione, per intraprendere azioni di massa che coinvolgessero tutta la società, con lo scopo di permettere ai giovani con dubbi sulla loro origine di avvicinarsi liberamente, in un clima di solidarietà. Contemporaneamente la giustizia argentina decise che non si poteva costringere una persona maggiorenne a togliersi il sangue per determinarne la filiazione, con la tesi che questo avrebbe intaccato il suo diritto alla privacy.
Con quell'obiettivo, per il loro 20º anniversario, nell'ottobre 1997, lanciarono la campagna «Sai chi sei?». La campagna iniziò con un concerto rock a Plaza de Mayo, presieduto dal manifesto e dallo slogan. Con lo stesso fine, crearono insieme alla CONADI, la Rete per l'identità, che si estese per tutto il paese promuovendo il diritto all'identità. Fu l'inizio di un nuovo approccio al problema. Non era più questione di cercare i loro nipoti con mezzi indiretti, ora era possibile rivolgersi a loro direttamente. «Di fatto fecero in modo che un'intera generazione s'interrogasse sulla propria storia».
Nel 2000 venne girato il film-documentario Botin de guerra, diretto da David Blaustein, che racconta la storia delle Nonne, con un notevole successo di pubblico e che ottenne il “Gran Premio Ecumenico” al Festival di Berlino. Il 24 marzo 2004 fu recuperata l'ESMA per realizzarci uno spazio per la memoria. Durante l'atto ufficiale parlarono tre nipoti ritrovati che erano nati lì.
Nel 2006, la coscienza di massa nella società argentina sui bambini desaparecidos e la loro ricerca raggiunse un picco di popolarità quando una telenovela di grande diffusione popolare Montecristo, diretta da Miguel Colom e trasmessa dalla televisione pubblica (Telefé), inserì nel tema centrale e nei protagonisti la presenza di giovani nati in prigionia durante la dittatura, che scoprono la verità.
(Claudia Poblete)

## Tre decenni. I giovani diventano grandi
Nel 2007, le Nonne ispirarono la realizzazione di una miniserie in tre capitoli chiamata Televisión por la identidad, con tre storie indipendenti di bambini appropriati indebitamente, due di queste reali (Tatiana y Juan) e la terza una sintesi-finzione realizzata sull'esperienza dei nipoti ritrovati. Il ciclo ebbe un altissimo indice di ascolto e fu ripetuto. Quello stesso anno una nipote ritrovata (Victoria Donda) fu eletta deputato nazionale.
Fino ad agosto 2008 le Nonne hanno recuperato 93 nipoti.

## L'attuale lavoro delle nonne
Con il fine di localizzare i bambini desaparecidos, le Nonne di Plaza de Mayo lavorano su quattro fronti:
- Reclami e proposte agli organismi governamentali nazionali e internazionali
- Denunce e ricorsi di fronte alla Giustizia
- Azioni destinate a coinvolgere la società
- Ricerche personali

Per il lavoro, l'Associazione conta su una squadra di tecnici composta da professionisti nei campi: giuridico, medico, psicologico e genetico.
Ogni bambino indebitamente appropriato ha una causa aperta con la Giustizia, alla quale si aggiungono le denunce che ricevono con il passare del tempo e che danno elementi probatori che determinano la loro vera identità e quella dei responsabili del loro sequestro o appropriazione illecita.
Successivamente, per assicurare la validità delle analisi del sangue hanno allestito una Banca Dati Genetica, creata dalla Legge Nazionale N° 23.511, in cui figurano le mappe genetiche di tutte le famiglie che hanno bambini desaparecidos.
Le Nonne agiscono in campo internazionale promuovendo norme e azioni internazionali destinate a proteggere l'infanzia. La Convenzione Internazionale sui Diritti dell'Infanzia del 1989, incorporò tre articoli (7, 8 e 11) proposti direttamente da loro con il fine di garantire il diritto all'identità.
Per identificare le nonne materne dei piccoli orfani i cui genitori risultavano tra gli "scomparsi", si è ricorso, a partire dagli anni 2000, a test del DNA e più in particolare all'analisi dei polimorfismi del mtDNA (DNA mitocondriale) che, trasmettendosi esclusivamente per via materna, permette di riconoscere gli individui e le loro madri. Infatti, sia la nonna materna sia i figli di questa avranno lo stesso mtDNA, e dunque si può facilmente compararlo con quello della persona che cerca la propria identità. In questo modo sono stati identificati 130 casi di bambini sottratti alle famiglie durante la guerra sporca.

## Le Nonne di Plaza de Mayo nella cultura
- Musica
  - "Victoria Clara", Bersuit Vergarabat
  - "Lágrimas de nana", di Marta Susana Pizzo
  - "Cueca Solas", di Sting
- Televisione
  - Montecristo
  - Televisión por la identidad
- Cinema
  - La historia oficial
  - La amiga
  - Figli/Hijos di Marco Bechis (2002)
- Pittura
  - Esposizione “Sucesos ilustrados de Abuelas de Plaza de Mayo”, di Lucas Nine, Pablo Bernasconi, Martín Kovensky, Mirian Luchetto, Daniel Roldán e Mariano Lucano.
  - Serie "Identidad", di Carlos Alonso, Nora Aslan, Mireya Baglietto, Remo Bianchedi, Diana Dowek, León Ferrari, Rosana Fuertes, Carlos Gorriarena, Adolfo Nigro, Luis Felipe Noé, Daniel Ontiveros, Juan Carlos Romero e Marcia Schvartz.
- Balletto
  - Guerra y el Ballet del Mercosur. Homenaje a las Abuelas. 
  - "Memoria, para que no suceda nunca mas" della coreografa Argentina Melina Seldes
- Sport
  - Deporte por la identidad, 2002.
- Letteratura
  -  Italo Moretti, I figli di Plaza de Mayo, Sperling & Kupfer, 2002, ISBN 8820033062.